# Экологическая гидрология
Экологическая гидрология — наука, которая рассматривает и изучает гидрологические процессы (параметры, характеристики, явления) в качестве экологических факторов — как абиотические компоненты водных экосистем во всех их сложных взаимоотношениях с другими абиотическими факторами и биотическими элементами. В основе эколого-гидрологических исследований лежит экосистемный подход к изучению гидрологического режима водных объектов.
Это научное направление имеет два практически равнозначных корня. Один из них — географический исходит из того положения, что в основе эколого-гидрологических исследований лежит гидрологическая методическая база. Второй — экологический состоит в том, что проблемы и конкретные задачи экологической гидрологии формируются требованиями
водной экологии (гидроэкологии). Последняя призвана оценивать, прогнозировать и управлять водными экосистемами или их отдельными компонентами.
Экологическая гидрология как самостоятельное научное направление признана в начале XXI столетия. Ещё в 1970—1980-х годах само словосочетание «экологическая гидрология» серьезно не воспринималось. Бытовало мнение, что сама по себе гидрология, сугубо географическая наука, в значительной степени экологична. Поэтому считалось, что формирование дополнительного раздела (направления) гидрологии излишне. Тем не менее именно с 1970—1980-х годов в бывшем СССР, а позже на Украине, России и Белоруссии получили широкое развитие исследования с целью оценки гидрологических явлений, процессов и свойств, непосредственно участвующих в формировании состояния экосистем водоемов и водотоков, их биопродуктивности и качества воды как природного ресурса и среды обитания живых организмов.
Результаты этих исследований позволили в начале 1990-х годов четко сформулировать предмет экологической гидрологии, её основные задачи и методы. С этого времени эколого-гидрологические исследования приобрели более системный характер. Позже появились публикации обобщающего характера.